# Cornelis Dusart
Cornelis Dusart (Haarlem, 24. travnja 1660. – Haarlem, 1. listopada 1704.), nizozemski slikar i bakrorezac
Slikao je realističke prizore, a u karakterizaciji ide često do karikature. Izradio je veći broj grafičkih listova u kojima prikazuje jednake teme kao na slikama.
Slike:
- Seoska svećanost
- Postolar
- Kirurg previja ruku žene